# Колокольня церкви Рождества Богородицы (Рождественское)
Колокольня церкви Рождества Богородицы — памятник архитектуры местного значения в Рождественском.

## История
Решением исполкома Черниговского областного совета народных депутатов от 26.06.1989 № 130 присвоен статус памятник архитектуры местного значения с охранным № 57-Чг под названием Колокольня церкви Рождества Богородицы. Установлена информационная доска. 

## Описание
В 1-й половине 19 века северо-западнее церкви Рождества Богородицы была построена отдельно стоящая колокольня в формах классицизма. 
Многоярусная колокольня представляет из себя четверик, несущий ярусы цилиндрической формы, завершающийся куполом с глухим фонариком и луковичной главкой. Четверик завершается фронтонами, украшен пилястрами и нишами. Средний и верхний ярусы с арочными проёмами, при этом в среднем ярусе проёмы чередуются с арочными нишами, а в верхнем — без ниш и ярус расчленён пилястрами.